# Фосфид ниобия
Фосфид ниобия — неорганическое соединение металла ниобия и фосфора 
с формулой NbP,
тёмно-серые кристаллы,
не растворимые в воде.

## Получение
- Спекание порошкообразного ниобия и красного фосфора:

{\displaystyle {\mathsf {Nb+P\ {\xrightarrow {850-950^{o}C}}\ NbP}}}

## Физические свойства
Фосфид ниобия образует тёмно-серые кристаллы
тетрагональной сингонии,
пространственная группа I 41md,
параметры ячейки a = 0,3334 нм, c = 1,1378 нм, Z = 4
.
Не растворяется в воде.
Фосфид ниобия, как и арсенид тантала TaAs, является топологическим вейлевским полуметаллом.